# Teletext Ltd
Teletext Ltd är en företag som levererar text-tv till de brittiska tv-kanalerna ITV, Channel 4 och Five. Teletext började 1993 leverera text-tv till ITV och Channel 4.